# شهرك نبوت
شهرك نبوت (بالفارسية: شهرک نبوت) هي قرية تقع في قسم نبوت الريفي (مقاطعة إيوان) في إيران. يقدر عدد سكانها بـ 1,413 نسمة .